# Arnie Roth (personaje)
Arnold «Arnie» Roth es un personaje creado por el escritor J. M. DeMatteis y el artista Mike Zeck que aparece en los cómics estadounidenses publicados por Marvel Comics. El personaje apareció por primera vez en Capitán América #268, publicado en abril de 1982. Arnie es un amigo de la infancia de Steve Rogers, la identidad civil del superhéroe Capitán América. Décadas más tarde, ambos se vuelven a encontrar después de que Arnie fuera atacado por los adversarios del Capitán América, Helmut Zemo y Cráneo Rojo. Más tarde en su vida, Arnie ayudaría con la «línea directa del Capitán América» creada para dar consejos relacionados con la seguridad nacional antes de morir de cáncer de huesos.
Arnie fue el primer personaje abiertamente gay que apareció en un cómic de superhéroes estadounidense. El personaje fue concebido por DeMatteis como parte de su esfuerzo por desarrollar el elenco de apoyo del Capitán América y explorar cómo el personaje «se había rodeado de personas que representaban la diversidad estadounidense», aunque como resultado de los dictados editoriales de Marvel y las restricciones de la Comics Code Authority, DeMatteis se vio obligado a comunicar la sexualidad de Arnie exclusivamente a través de imágenes y subtextos. Aunque el giro trágico de las historias que presentan al personaje ha sido objeto de críticas, ha sido elogiado como una representación mediática positiva de los hombres homosexuales en el contexto de un panorama mediático de la década de 1980 caracterizado por la homofobia y la reacción violenta contra los hombres homosexuales en medio de la crisis del VIH/sida.

## Biografía del personaje ficticio
Arnold «Arnie» Roth nació en la década de 1920 en el Lower East Side de Nueva York. Amigo de la infancia de Steve Rogers, Arnie protegía con frecuencia al débil y enfermo Steve de los matones locales, aunque ambos se separaron cuando eran adolescentes. Durante la Segunda Guerra Mundial, Arnie se unió a la Armada de los Estados Unidos, mientras que Steve recibió un suero experimental que lo convirtió en el superhéroe Capitán América. Arnie pudo discernir que la identidad secreta del Capitán América era la de su antiguo amigo después de ver al héroe en las imágenes de un noticiero. En algún momento después de la guerra, Arnie comenzó una relación romántica a largo plazo con un maestro llamado Michael Bech, pero también desarrolló un problema con el juego.
Algún tiempo después, Helmut Zemo se acercó a un Arnie de mediana edad con una oferta para pagar sus deudas de juego a cambio de la identidad secreta del Capitán América. Cuando Zemo secuestra a Michael para forzar la cooperación de Arnie, Arnie pide ayuda a Steve, aunque en una confrontación posterior entre el Capitán América y Zemo en la que las conciencias de Arnie y Michael se colocan en mutaciones controladas por Primus, Michael muere. Aunque Arnie se recupera físicamente de la terrible experiencia, pronto es el objetivo del villano Cráneo Rojo como parte de un complot para destruir las vidas de los amigos más cercanos del Capitán América. Como parte de su tortura a manos de Cráneo Rojo, Arnie se viste de payaso y se ve obligado a participar en una actuación en la que menosprecia su identidad sexual y la de Michael; el Capitán América interviene y rescata a Arnie, y le asegura que su identidad y amor por Michael no son vergonzosos.
Arnie se recupera pero deja Nueva York para mudarse a Florida, donde pierde el peso que ha ganado en su mediana edad, y un punto trabaja como publicista de Los Vengadores. Años más tarde, un anciano Arnie regresa a Nueva York para ayudar con la «línea directa del Capitán América» creada por Steve para dar consejos sobre seguridad nacional, convirtiéndose en el gerente de una tienda de disfraces utilizada como fachada para la operación. Después de que Steve revela que se está muriendo debido a una descomposición del suero que le da sus superpoderes, Arnie confiesa que él mismo ha sido diagnosticado con cáncer de hueso terminal y le queda poco tiempo de vida. Arnie es hospitalizado poco después; en su último momento juntos, Steve besa a Arnie en la frente y le agradece sus años de amistad, y Arnie muere.

## Historia

### Contexto y desarrollo
El editor en jefe de Marvel Comics, Jim Shooter, instituyó una política de «no homosexuales en el Universo Marvel» en la década de 1980, en respuesta a la reacción del público contra una escena en Hulk # 23 (1980) en la que Bruce Banner es abordado y amenazado con violación por dos hombres en una YMCA. Las expresiones LGBT en los cómics también estaban restringidas por la Comics Code Authority, un sistema de regulación del contenido de los cómics. En consecuencia, la orientación sexual de los personajes LGBT en los cómics publicados por Marvel solo pudo comunicarse durante muchos años a través del subtexto, como en el caso de Northstar en Alpha Flight, y Mystique y Destiny en Uncanny X-Men.
J. M. DeMatteis comenzó a escribir Capitán América en 1981, con Mike Zeck como ilustrador. DeMatteis declaró que estaba interesado en representar «lo que hay detrás de la máscara» y explorar a Steve Rogers como un hombre por sobre la figura de héroe del Capitán América y, con este fin, se centró en desarrollar el elenco secundario del personaje. A lo largo de su carrera, deseaba describir cómo Steve representaba la «amplia tienda de América» y cómo «se había rodeado de personas que representaban la diversidad estadounidense», como su novia judía Bernie Rosenthal y su amigo afroestadounidense y compañero superhéroe Sam Wilson. Reflexionando sobre la creación de Arnie Roth en este contexto, DeMatteis afirmó que «tenía sentido para mí que él también tuviera un amigo gay. No estaba tratando de golpear a nadie en la cabeza con él, simplemente parecía algo natural». El nombre del personaje es probablemente una referencia al dibujante Arnold Roth.
Debido a las restricciones que le impusieron Shooter y la Comics Code Authority, la sexualidad de Arnie nunca se declara abiertamente en el texto del cómic en sí; el personaje inicialmente se refiere a Michael como su «compañero de cuarto». DeMatteis adoptó la estrategia de dejar la sexualidad de Arnie «clara en el contexto de la historia» a través de subtextos e imágenes llamativas, como Arnie y Michael sentados uno al lado del otro en una cama, y abrazándose cuando se reencuentran. A raíz de la actuación forzada de Arnie en la historia de Cráneo Rojo, el subtexto se presenta casi abiertamente, y el Capitán América compara directamente su relación con Bernie Rosenthal con la relación de Arnie con Michael. Según DeMatteis, su borrador original de la escena declaraba abiertamente la sexualidad de Arnie, aunque los «poderes fácticos» se opusieron a la escena, y «una o dos páginas de la historia fueron reescritas por otras manos».

### Historial de publicaciones
Arnie Roth hizo su primera aparición en Capitán América # 268 (1982) como un peatón anónimo que ve a Steve Rogers en una cita con Bernie Rosenthal. Se le presenta formalmente en Capitán América # 270 (1982), donde se establece retroactivamente como amigo de la infancia de Steve. Arnie partió de Capitán América en el número 306 (1985) y no regresaría hasta el Capitán América #431 (1994), escrito por Mark Gruenwald y dibujado por Dave Hoover. El personaje continuaría haciendo apariciones en el cómic hasta su muerte en Capitán América #443 (1995). The Appendix to the Handbook of the Marvel Universe especuló que la muerte del personaje probablemente fue una consecuencia de la línea de tiempo flotante de Marvel y la realidad de que era cada vez más inverosímil que un personaje nacido en la década de 1920 estuviera vivo en historias ambientadas en la era moderna.
En 2013, Arnie apareció en un flashback de la infancia de Steve en el volumen 7, número 3 del Capitán América, escrito por Rick Remender y dibujado a lápiz por John Romita, Jr.

## Recepción y legado
Arnie Roth fue el primer personaje abiertamente gay en aparecer en un cómic de superhéroes estadounidense, y ha sido elogiado como una representación generalmente positiva de los hombres homosexuales en los principales medios de comunicación de la época. El estudioso de cómics Lee Easton escribe que a pesar de los «clichés de amantes muertos y finales trágicos» que prevalecen en las historias que presentan al personaje, los críticos lo han considerado «bastante progresista en el contexto de Estados Unidos en la década de 1980». Aaron Tabak de Geeks OUT escribe que Arnie representa «el idealismo de los cómics en su mejor espíritu, por muy imperfectamente ejecutado que sea», y señala que si bien el personaje se presenta en gran medida como una víctima pasiva que requiere ser salvada por el heterosexual Capitán América, su historia representa «una crítica tan flagrante de la homofobia y la histeria del sida como lo permiten los cómics convencionales». Eileen Gonzalez de Book Riot caracteriza de manera similar la historia de Arnie como «no perfecta» a la luz de su enfoque en la tragedia y la dependencia del subtexto, pero elogió la descripción de Arnie y Michael como «una pareja devota y con los pies en la tierra sin siquiera una pizca de los estereotipos que todavía dictaban cómo se representaba a los hombres homosexuales».
El estudioso de los medios Richard A. Hall elogió el clímax «poderoso» de la historia de Cráneo Rojo y lo describió como «un llamado, no solo para el Capitán América, sino también para los lectores. Sería extremadamente difícil encontrar algún ejemplo en toda la cultura popular estadounidense de 1984 que contenga una súplica tan poderosa a la comunidad heterosexual».El estudioso de los medios J. Richard Stevens señaló cómo la inclusión de Arnie en Capitán América agregó «contexto y profundidad al personaje de Rogers», ya que «la lealtad y la devoción que Rogers mostró a Roth demostraron su aceptación incondicional y su creencia en la libertad».
Easton señala que la relación entre Arnie y Steve «revierte los estereotipos al tiempo que refuerza los de la masculinidad hegemónica», y señala que mientras que de niño Arnie asume el papel tradicionalmente masculino como protector de Steve, de adulto es el «blando, menos en forma y más vulnerable» Arnie quien debe ser protegido por el Capitán América. Tabak señala de manera similar cómo esta inversión de roles y la conciencia de Arnie de la identidad secreta del Capitán América reutiliza «las imágenes y el lenguaje de estar en el armario y de salir del armario [...] hacia la propia identidad 'cerrada' de un superhéroe», señalando cómo «invocar esa similitud entre la experiencia del superhéroe y la de los hombres homosexuales en Estados Unidos sirve para enriquecer el vínculo entre Arnie y Steve».
DeMatteis declaró que personalmente considera a la historia de fondo de la encarnación de Bucky Barnes en el Universo cinematográfico de Marvel, que reimagina al personaje como el amigo de la infancia de Rogers, influenciado por Arnie Roth, y algunos críticos notaron similitudes entre los personajes.

## Lectura adicional
- Palmer, Joe (27 de mayo de 2020). «You're My Best Friend». Gay League (en inglés).